# TRNK (guanin10-N2)-dimetiltransferaza
TRNK (guanin10-2)-dimetiltransferaza (EC 2.1.1.213, PAB1283, N(2),N(2)-dimetilguanozinska tRNK metiltransferaza, Trm-G10, PabTrm-G10, PabTrm-m2 2G10 enzim) je enzim sa sistematskim imenom S-adenozil--metionin:tRNK (guanin10-2)-dimetiltransferaza. Ovaj enzim katalizuje sledeću hemijsku reakciju
2 -adenozil--metionin + guanin10 u tRNK {\displaystyle \rightleftharpoons } 2 S-adenozil--homocistein + 2-dimetilguanin10 u tRNK (sveukupna reakcija)
(1a) -adenozil--metionin + guanin10 u tRNK {\displaystyle \rightleftharpoons } -adenozil--homocistein + 2-metilguanin10 u tRNK
(1b) -adenozil--metionin + 2-metilguanin10 u tRNK {\displaystyle \rightleftharpoons } -adenozil--homocistein + 2-dimetilguanin10 u tRNK

## Literatura
- Nicholas C. Price; Lewis Stevens (1999). Fundamentals of Enzymology: The Cell and Molecular Biology of Catalytic Proteins (Third изд.). USA: Oxford University Press. ISBN 019850229X.
- Eric J. Toone (2006). Advances in Enzymology and Related Areas of Molecular Biology, Protein Evolution (Volume 75 изд.). Wiley-Interscience. ISBN 0471205036.
- Branden C; Tooze J. Introduction to Protein Structure. New York, NY: Garland Publishing. ISBN 0-8153-2305-0.
- Irwin H. Segel. Enzyme Kinetics: Behavior and Analysis of Rapid Equilibrium and Steady-State Enzyme Systems (Book 44 изд.). Wiley Classics Library. ISBN 0471303097.
- William P. Jencks (1987). Catalysis in Chemistry and Enzymology. Dover Publications. ISBN 0486654605.

## Spoljašnje veze
- TRNA+(guanine10-N2)-dimethyltransferase на 